# Transports en commun des Alpes-de-Haute-Provence
Le département des Alpes-de-Haute-Provence possèdent 3 réseaux de transport en commun sur son territoire. Soit par la région ou soit par les communautés d'agglomérations qui ont la compétence des transports.

## Réseaux

### Région
- Zou !

### Communautés d'agglomérations
- Trans'Agglo
- Transports Intercommunaux Provence-Alpes Agglomération